# Nothomiza formosa
Nothomiza formosa är en fjärilsart som beskrevs av Butler 1878. Nothomiza formosa ingår i släktet Nothomiza och familjen mätare. Inga underarter finns listade i Catalogue of Life.